# Nephrotoma ampla
Nephrotoma ampla är en tvåvingeart som beskrevs av Alexander 1921. Nephrotoma ampla ingår i släktet Nephrotoma och familjen storharkrankar.
Artens utbredningsområde är Malawi. Inga underarter finns listade i Catalogue of Life.